# Kåntejåkka
De Kåntejåkka is een bergbeek binnen de Zweedse  gemeente Kiruna. De beek ontstaat op de hellingen van een bergplateau van circa 700 meter hoog. De beek is leverancier van water aan de Taavarivier.
Afwatering: Kåntejåkka → Taavarivier → (Pulsujärvi) → Pulsurivier → Lainiorivier → Torne → Botnische Golf.